# Михновичский сельсовет
Михновичский сельсовет — упразднённая административная единица на территории Калинковичского района Гомельской области Республики Беларусь.

## Состав
Михновичский сельсовет включал 2 населённых пункта:
- Ветельская — деревня.
- Михновичи — деревня.